# Baptisten in Österreich
Erste gottesdienstliche Versammlungen von Baptisten in Österreich sind für 1847 in Wien nachgewiesen. 1869 kam es zur offiziellen Gründung der Wiener Gemeinde getaufter Christen / Baptisten. Am 1. Mai 1953 wurde der Bund der Baptistengemeinden in Österreich gegründet,  der 1998 die Rechtspersönlichkeit als Bekenntnisgemeinschaft erwarb. Durch den Zusammenschluss mit vier anderen Gemeindebünden (Evangelikale, Freie Christengemeinde – Pfingstgemeinde, Elaia Christengemeinden, Mennoniten) entstand 2013 die Freikirche Freikirchen in Österreich als gesetzlich anerkannte Kirche (Religionsgesellschaft).
Der Bund vertritt 25 örtliche Gemeinden, mit etwa 1500 getauften Angehörigen (Stand 2014). Sitz der Organisation ist Wien-Landstraße.

## Geschichte

### Anfänge und Verfolgungen nach 1848
Durch Handwerkergesellen, die sich auf der Walz befanden, wurde die baptistische Lehre in den 40er Jahren des 19. Jahrhunderts in das Kaisertum Österreich gebracht.
Zu den ersten, bei denen diese Missionstätigkeit auf fruchtbaren Boden fiel, gehörte das Ehepaar Karl und Theresia Wisotzky. Sie lebten in Wien und öffneten 1847 ihre Wohnung für gottesdienstliche Versammlungen, woraus sich eine kleine Gemeinde entwickelte. Bereits im Sommer 1847 besuchte Johann Gerhard Oncken, der 1834 in Hamburg die erste deutsche Baptistengemeinde gegründet hatte, die junge Gemeinschaft. 25 Zuhörer, so liest man in Onckens Notizen, hörten seinen Vorträgen zu. In einer Großaktion wurden zunächst 10.000 und nach Onckens Abreise noch einmal 20.000 Traktate verteilt.
1848 wirkte in Wien für kurze Zeit der spätere Bremer Baptistenpastor Johann Friedrich Oncken. Solange die revolutionäre Volksherrschaft währte, konnte er in einem Kloster große Versammlungen durchführen. Dabei wurde eine Reihe von neuen Mitgliedern gewonnen. Auch der aus Jever stammende Baptistenpastor und Gemeindeälteste Johann Ludwig Hinrichs reiste auf Veranlassung Onckens nach Wien und verhalf der jungen Gemeinde zu ersten Strukturen.
Für die Baptisten, die sich zu dieser Zeit noch nicht konstituiert hatten, begann eine Zeit der Unterdrückung. Infolge der Niederschlagung der Wiener Revolution durch kaiserliche Truppen wurden Oncken und Hinrichs der österreichischen Hauptstadt verwiesen.
Das Ehepaar Wisotzky verzog nach Graz und begann dort mit einer weiteren Gemeindegründungsarbeit.

Edward Millard

Zwar erhielt 1850 der Baptist Edward Millard, ein Beauftragter der Britischen Bibel-Gesellschaft, von den österreichischen Staatsbehörden die Genehmigung, in Wien Bibeln und religiöse Schriften zu verbreiten. Doch bereits im Frühjahr 1851 wurde diese Genehmigung zurückgezogen. Während eines Gottesdienstes führte die Polizei eine Hausdurchsuchung durch, beschlagnahmte Bibeln und Bücher und verhängte über die Anwesenden Arreststrafen. Millard wurde aus Österreich ausgewiesen. Seine Bestände an Bibeln und Schriften wurden vernichtet.
In der Folgezeit war es bei Strafe verboten, öffentliche Versammlungen abzuhalten sowie das Abendmahl und die Taufe zu feiern. Kinder baptistischer Eltern wurden zwangsweise getauft. Ein im Jahr 1867 verabschiedetes Gesetz, das die Glaubens- und Gewissensfreiheit in Österreich garantierte, kam nur den Mitgliedern der seinerzeit – neben der katholischen Kirche – anerkannten Religionsgemeinschaften zugute. Baptisten konnten sich auch nach Inkrafttreten des Gesetzes nicht legal zu Gottesdiensten versammeln.

### Gründung von Baptistengemeinden ab 1869

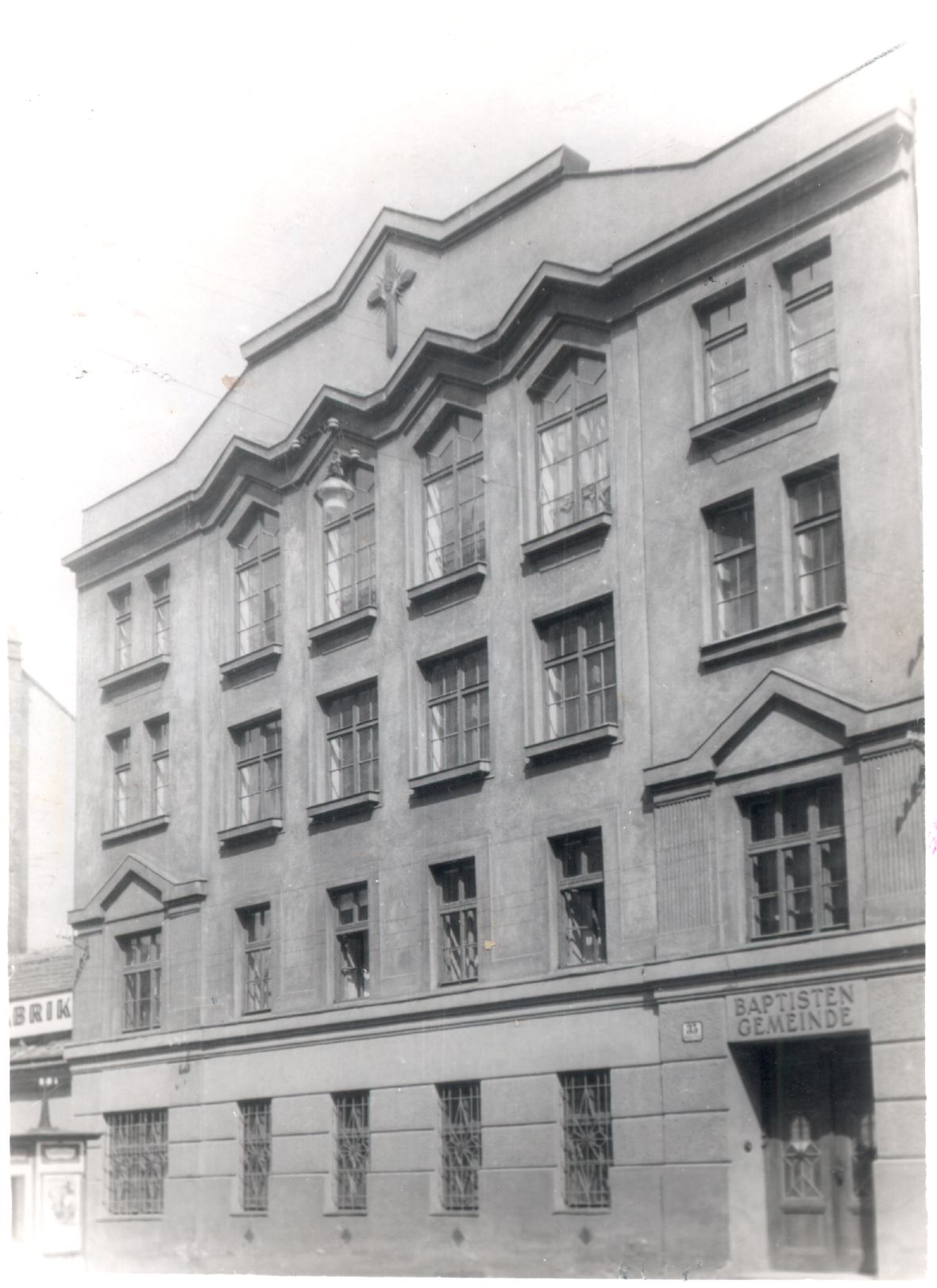
Haus der Baptistengemeinde in Wien, Mollardgasse 35, um 1930

Die Baptistengemeinde Wien konstituierte sich unter Federführung ihres Leiters Edward Millard und in Gegenwart Johann Gerhard Onckens, der auf der Rückreise von Südrussland und Südosteuropa in Wien Station machte, am 20. Dezember 1869, kurz nach der Ausrufung Österreich-Ungarns. Ihre gottesdienstlichen Versammlungen fanden in der Wohnung des Ehepaars Millard statt. Der erste Evangelist der Gemeinde war der Prediger Bänziger. Ihm folgte der Prediger Hilzinger, der in dieser Funktion bis 1874 wirkte. Am 21. März 1879 wurde aufgrund eines Erlasses der kaiserlich-königlichen Statthalterei unter der Enns den Baptisten ein absolutes Versammlungsverbot erteilt, aber im Mai 1880 wieder rückgängig gemacht.
Für die Stadt Graz ist das Vorhandensein von Baptisten seit 1870 aktenkundig. Sie trafen sich zunächst in verschiedenen Wohnungen. Darunter war auch das Haus des aus Wien gekommenen Ehepaares Wisotzky. Im Jahr wuchs die Zahl der getauften Gemeindeglieder so stark an, dass sich 1882 in Graz eine eigenständige Gemeinde konstituierte und aus dem Gemeindeverband Wien entlassen.
Am 3. Oktober 1885 trafen sich in Budapest zum ersten Mal siebzehn Abgeordnete aus fünf Baptistengemeinden Österreich-Ungarns, um eine eigenständige Vereinigung zu bilden. Diese fünf Gemeinden befanden sich in Wien, Budapest, Graz, Snjatin und Prag. Sie vertraten rund 870 gläubig getaufte Gemeindemitglieder und deren ca. 2100 Familienmitglieder und Freunde. Auf dieser Konferenz wurde Edward Millard zum Vorsitzenden gewählt. Diese Vereinigung wurde zur Keimzelle der heutigen nationalen Baptistenbünde in Österreich, Slowakei, Slowenien, Tschechien Ungarn und der Ukraine.

### Entwicklung in der Republik Österreich
Erst 1921 war es möglich, über den Umweg eines eigens gegründeten Hülfsvereins ein Grundstück für einen geplanten Kapellenbau offiziell zu erwerben.
Erst nach über hundertjähriger Geschichte kam es am 1. Mai 1953 zu einem Zusammenschluss als Bund der Baptistengemeinden in Österreich. Rechtsverbindliche Geschäfte konnten sie weiterhin nur durch einen Hilfsverein der Baptisten in Österreich abschließen, eine zu dieser Zeit in Österreich übliche Vorgehensweise, da religiöse Vereinigungen ausdrücklich aus dem Vereinsrecht ausgenommen waren.
Zahlreiche Anträge auf Anerkennung als Religionsgemeinschaft wurden von 1906 bis 1990 abschlägig beschieden.
Juli 1998 wurde der Bund der Baptistengemeinden in Österreich dann eine staatlich eingetragene religiöse Bekenntnisgemeinschaft nach dem neuen Bekenntnisgemeinschafts-Gesetz und bekam das Recht, als eigenständige Rechtspersönlichkeit aufzutreten.
Im Jahr 2009 wurde erneut ein Antrag auf volle Anerkennung gestellt,
um auch in Genuss der damit verbunden Vorrechte wie Religionsunterricht an öffentlichen Schulen oder Vertretung in den öffentlich-rechtlichen Medien zu kommen. Hinderungsgrund dabei war die im Bekenntnisgemeinschafts-Gesetz geforderte Mindestmitgliederzahl von 2 ‰ der Bevölkerung (seinerzeit um die 16.000), bei der Volkszählung 2001 hatten sich 2108 Personen zu den Baptisten bekannt.
2013 schlossen sich dann der Bund der Baptisten und vier weitere bekenntnisverwandte Kirchen, nämlich der Bund Evangelikaler Gemeinden, die Freien Christengemeinde – Pfingstgemeinde, die Elaia Christengemeinden und dieMennonitischen Freikirche, zum Verband Freikirchen in Österreich zusammen. Die Anerkennung dieses Verbandes „als Kirche (Religionsgesellschaft)“ erfolgte per Verordnung der Unterrichtsministerin vom 26. August 2013 (BGBl. II Nr. 250/2013). Damit ist beispielsweise gemeinsamer freikirchlicher Religionsunterricht oder die Gründung konfessioneller Privatschulen mit Öffentlichkeitsrecht möglich.

## Organisation
Wie alle Gemeinden dieser freikirchlichen Bewegung betonen auch die österreichischen Baptisten die Autonomie der Ortsgemeinde.
Der Bund der Baptistengemeinden in Österreich ist die Dachorganisation, der die internationalen und interkonfessionelle Zusammenarbeit betreibt und die Vertretung in den Freikirchen in Österreich übernimmt.
Geleitet wird er von der Bundesleitung. Die Bundeszentrale, Bundesbüro genannt, befindet sich in Wien-Krummgasse.
Die Zahl der Mitglieder beträgt heute um die 1500.

## Mitgliedergemeinden

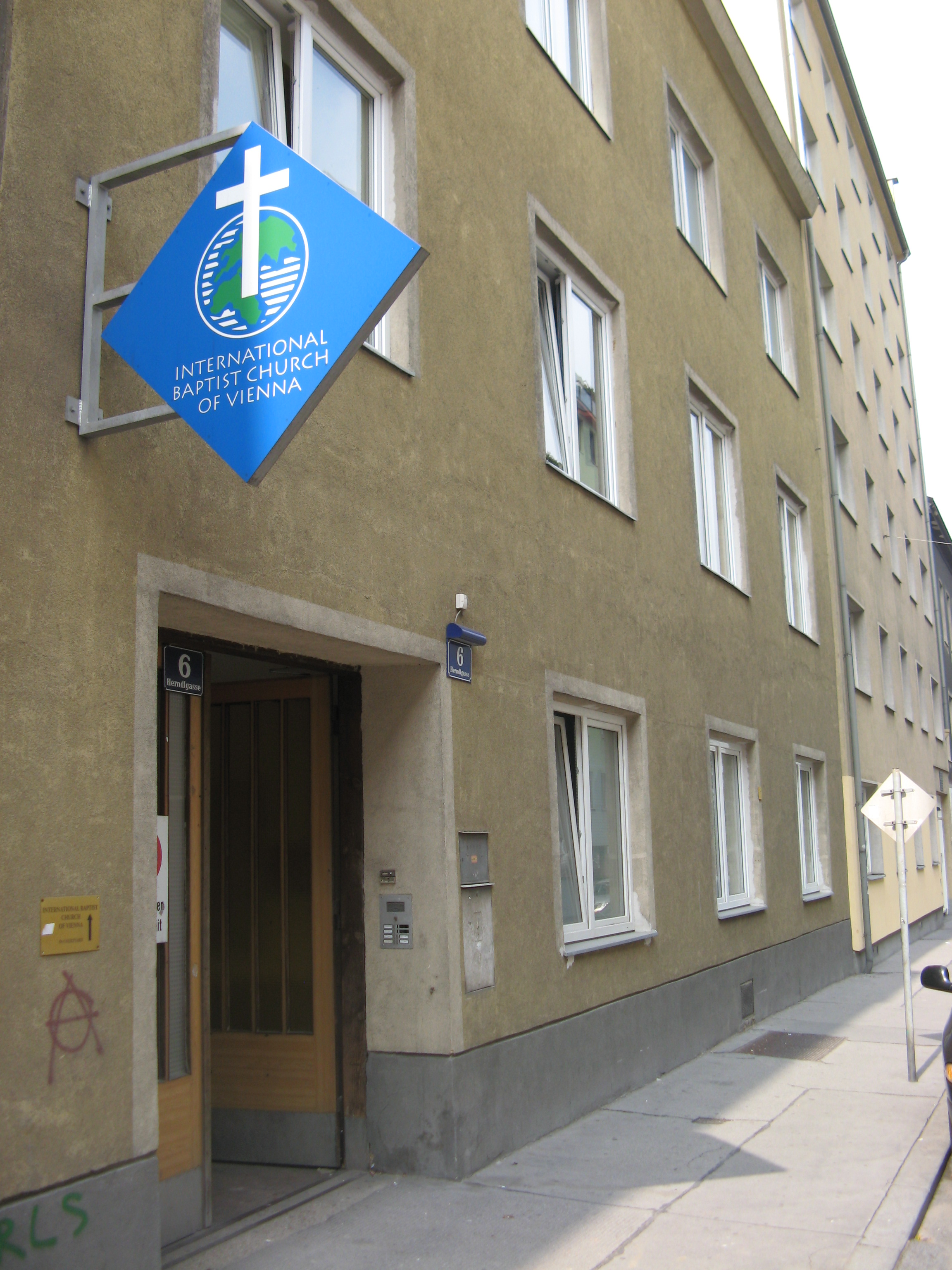
Internationale Baptistengemeinde Wien

Zum Bund der Baptisten gehören 22 selbständige Gemeinden mit 2 Tochtergemeinden. Zusätzlich gehören 5 angegliederte Gemeinden zum Bund.
Deutschsprachige Gemeinden befinden sich in Bad Ischl, Böheimkirchen, Graz, Innsbruck, Krems, Linz, Parndorf, Salzburg, Steyr und Wien (fünf Gemeinden).
Mehr als ein Viertel der österreichischen Baptisten sind Mitglieder rumänisch-sprachiger Gemeinden. Diese arbeiten an folgenden Orten: Graz, Gleisdorf, Grein, Kapfenberg, Krems, Linz, Vöcklabruck und Wien (zwei Gemeinden).
Internationale, mehrsprachige Gemeinden existieren in Wien (3×) und Graz.

## Aktivitäten

### Übergemeindliche Beziehungen und Ökumene
Die österreichischen Baptisten verstehen sich als Teil des weltweiten Leibes Christi. Ihre Gemeinden arbeiten in der Evangelischen Allianz und zum Teil in der Arbeitsgemeinschaft evangelikaler Gemeinden Österreichs (ARGEGÖ) mit.
Der Bund der Baptistengemeinden ist Mitglied im Baptistischen Weltbund und der Europäisch-Baptistischen Föderation. Enge Zusammenarbeit besteht mit dem Bund Evangelisch-Freikirchlicher Gemeinden (BEFG) in Deutschland. Er ist auch Mitglied „mit beratender Stimme“ (also nicht Vollmitglied) im Ökumenischen Rat der Kirchen Österreichs (ÖRKÖ).
Der Hilfsverein besteht weiter und ist seit 1996 Mitglied der evangelischen Diakonie Österreich.

### Werke und Bildung
Die theologische Ausbildung der in Österreich aktiven vollzeitigen Mitarbeiter(innen) erfolgte an evangelisch-theologischen Fakultäten, an evangelikalen Seminaren sowie am Theologischen Seminar der Baptisten in Elstal bei Berlin, und am englischsprachigen International Baptist Theological Seminary in Prag (früher in Rüschlikon, Schweiz).
Überregionale Angebote für junge Erwachsene, Jugendliche und Kinder hält das Kinder- und Jugendwerk österreichischer Baptisten bereit.